# Metachrostis griseimargo
Metachrostis griseimargo är en fjärilsart som beskrevs av W. Warren 1912. Metachrostis griseimargo ingår i släktet Metachrostis och familjen nattflyn. Inga underarter finns listade i Catalogue of Life.